# Ozero Nemtsevo
Ozero Nemtsevo (ryska: Озеро Немцево) är en sjö i Belarus.   Den ligger i voblasten Vitsebsks voblast, i den norra delen av landet, 260 km nordost om huvudstaden Minsk. Ozero Nemtsevo ligger 187 meter över havet. Arean är 0,19 kvadratkilometer. Den sträcker sig 0,6 kilometer i nord-sydlig riktning, och 0,9 kilometer i öst-västlig riktning.
I omgivningarna runt Ozero Nemtsevo växer i huvudsak blandskog. Runt Ozero Nemtsevo är det glesbefolkat, med 10 invånare per kvadratkilometer.